# Fachbach
Fachbach település Németországban, Rajna-vidék-Pfalz tartományban. Lakosainak száma 1277 fő (2023. december 31.).

## Népesség
A település népességének változása:
| Lakosok száma | 1142 | 1257 | 1227 | 1254 | 1278 | 1277 |
|               | 1975 | 2017 | 2019 | 2021 | 2022 | 2023 |